# Сизим
Сизим — село в Каа-Хемском кожууне Республики Тыва. Административный центр Сизимского сумона.
Код ОКАТО: 93220825001. Код ОКТМО: 93620425101. Почтовый индекс:668415.

## География
Селение основано у р. Сизим, вблизи её впадения в реки Малый Енисей.

## История
Место поселения староверов часовенного согласия.

## Население
| 2002 | 2010 |
| ---- | ---- |
| 434  | ↘345 |

## Транспорт
Водный, автомобильный транспорт

## Инфраструктура
База отдыха «Сизим»
Сотовая вышка, таксофон.

## Экономика
Туризм. Охота.